# Tominaga Hideaki
Hideaki Tominaga (sinh ngày 27 tháng 8 năm 1976) là một cầu thủ bóng đá người Nhật Bản.

## Sự nghiệp câu lạc bộ
Hideaki Tominaga đã từng chơi cho Nagoya Grampus Eight, Sagan Tosu, Shonan Bellmare, Ventforet Kofu, Yokohama FC và Blaublitz Akita.